# Kamila Ferenc
Kamila Ferenc (ur. 25 marca 1991 w Suwałkach) – polska adwokatka, działaczka społeczna i publicystka. Laureatka nagrody w konkursie Prawnik Pro Bono 2020. W listopadzie 2023 wybrana na członka Trybunału Stanu.

## Życiorys
W 2015 ukończyła studia prawnicze na Wydziale Prawa i Administracji Uniwersytetu Warszawskiego.
W czasie studiów doświadczenie zawodowe zdobywała w Biurze Trybunału Konstytucyjnego, Rzecznika Praw Obywatelskich i kancelariach prawnych. Wpisana na listę adwokatów Izby Adwokackiej w Warszawie. Jako adwokatka współpracuje z organizacjami pozarządowymi, głównie Fundacją na rzecz Kobiet i Planowania Rodziny FEDERA. Współzałożycielka Fundacji Przeciw Kulturze Gwałtu.
W pracy zawodowej zajmuje się w szczególności prawami człowieka, praworządnością, sprawiedliwością społeczną, zdrowiem reprodukcyjnym, przeciwdziałaniem przemocy domowej i seksualnej oraz dyskryminacji. W latach 2014–2016 Ambasadorka Rzecznika Praw Obywatelskich.
Kamila Ferenc występowała jako pełnomocniczka kobiet w sprawach związanych z wyrokiem Trybunału Konstytucyjnego o niezgodności z Konstytucją Rzeczypospolitej Polskiej wykonywania aborcji z powodu ciężkiego i nieodwracalnego upośledzenia płodu albo nieuleczalnej choroby zagrażającej jego życiu. Były to komentowane w mediach sprawy Joanny z Krakowa; Magdaleny, której lekarze nie chcieli przerwać ciąży pozamacicznej; Agnieszki, która trafiła do szpitala w ciąży bliźniaczej i zmarła w czasie hospitalizacji.
Na skutek litygacji prowadzonej przez Kamilę Ferenc na kanwie sprawy Agaty z Białegostoku Rzecznik Praw Pacjenta wydał decyzję stanowiącą, że zagrożenia zdrowia psychicznego pacjentki w ciąży jest samodzielną, legalną przesłanką do wykonania aborcji w publicznym szpitalu. Okoliczność tę potwierdził następnie minister zdrowia Adam Niedzielski.
W listopadzie 2023 została wybrana na członka Trybunału Stanu, będąc najmłodszą w historii III RP kobietą zajmującą to stanowisko. 14 grudnia 2023 w sali kolumnowej w Sejmie, w obecności m.in. Marszałka Sejmu, złożyła wymagane prawem  ślubowanie. Tym samym została sędzią Trybunału Stanu. Stanowisko to objęła na czteroletnią kadencję. 
Jej kandydaturę zgłosiły grupy posłów nowej większości parlamentarnej. 
Publikowała i udzielała wywiadów m.in. w Gazecie Wyborczej, Dzienniku Gazecie Prawnej, Pulsie Medycyny, Magazynie Kontakt, TVN24 i TOK FM.

## Wyróżnienia
W 2020 nominowana w Konkursie Rising Stars Prawnicy Jutra. Prawniczka Pro Bono 2021 w konkursie „Rzeczpospolitej”. W 2022 nominowana do nagrody Medal Wolności Słowa w kategorii obywatel/obywatelka przyznawanej przez Fundację Grand Press. W 2023 wpisana na Listę 25 Prawniczek w Biznesie magazynu Forbes Women oraz nominowana do tytułu Warszawianki Roku 2023. W marcu 2024 roku została wybrana Adwokatką Roku 2023 w konkursie Naczelnej Rady Adwokackiej. W rankingu 25 najbardziej wpływowych prawników 2023 Dziennik Gazeta Prawna umieścił ją na 7. miejscu.